# Stiftsbezirk St. Gallen
Der Stiftsbezirk St. Gallen in St. Gallen im gleichnamigen Kanton der Schweiz gehörte zu den bedeutendsten kulturellen Zentren Europas. Die Fürstabtei ist ein ideales Beispiel für ein grosses Kloster, dessen Geschichte sich von karolingischer Zeit bis zur Säkularisation im Jahr 1805 spannt. Die Bibliothek ist eine der reichsten und ältesten der Welt und bewahrt wertvolle Manuskripte, wie die älteste überlieferte Architekturzeichnung des Abendlandes. Grosse Teile des Stiftsbezirks wurden von 1755 bis 1768 im Stil des Barock neu gestaltet. In Baubestand, Stiftsbibliothek und Stiftsarchiv werden eine zwölf Jahrhunderte währende Kontinuität dokumentiert.

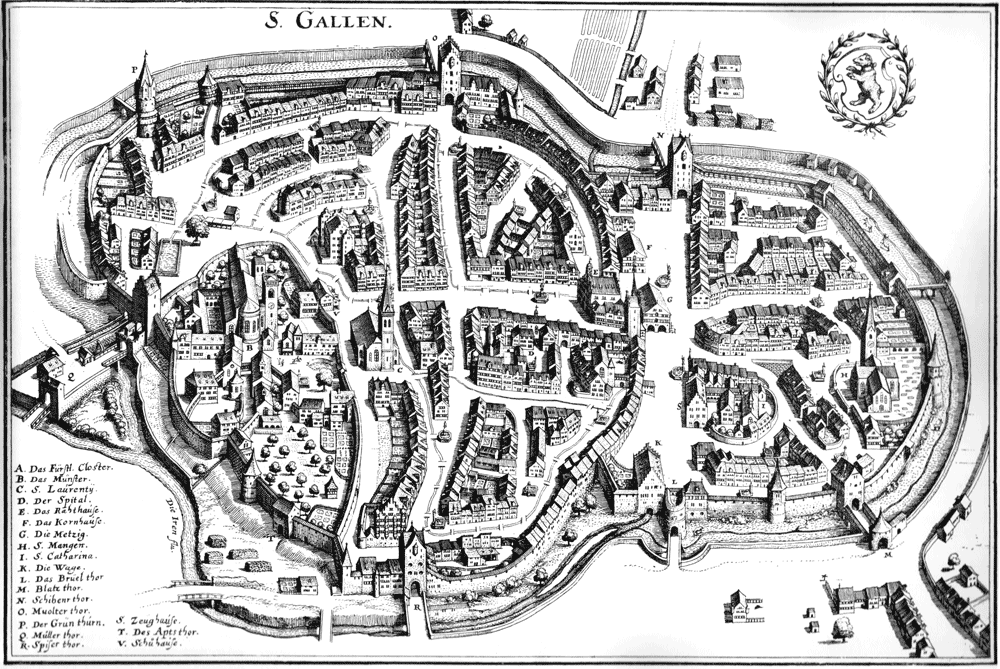
Die Stadt St. Gallen und der Klosterbezirk 1642 auf einer Ansicht von Matthäus Merian

Im Jahr 1983 wurden der Bezirk und seine mobilen Kulturgüter von der UNESCO in das Verzeichnis des schützenswertens Weltkulturerbes aufgenommen. Die berühmte Nibelungenhandschrift B ist seit 2009 Teil des UNESCO-Welterbes.

## Lage

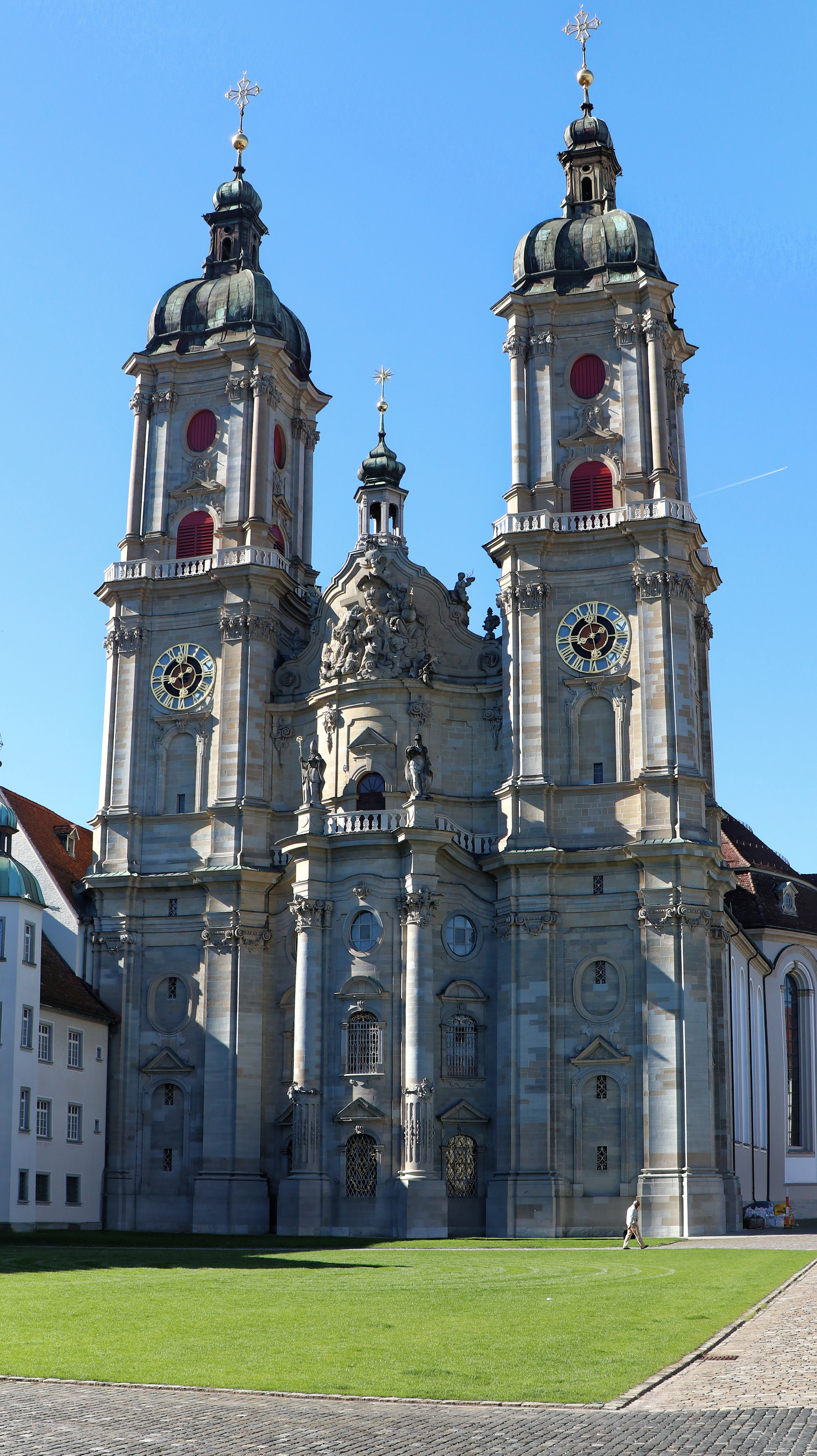
Die Stiftskirche

Der Stiftsbezirk liegt im südlichen Teil der Altstadt von St. Gallen und umfasst die Gebäude Klosterhof 1–8 und zusätzlich die Häuser Zeughausgasse 2–14, die sich an die Mauer des Klosterbezirks anlehnen. Der durch die Welterbekonvention geschützte Bereich wird umgeben durch die Strassen: Zeughausgasse, Klosterhof (Karlstor), Moosbruggstrasse, St. Georgenstrasse und Gallusstrasse.

## Geschichte
Die Fürstabtei St. Gallen wurde im Jahr 719 gegründet und war nach dem Kloster Säckingen das zweitälteste Kloster auf dem Gebiet der Alamannen. Sie war eine Benediktinerabtei und wurde 1805 aufgehoben. Der Abt von St. Gallen war bis 1798 Reichsfürst mit Sitz und Stimme im Reichstag des Heiligen Römischen Reiches. Zu gleicher Zeit war St. Gallen erster Zugewandter Ort der Schweizerischen Eidgenossenschaft, die entsprechenden Verträge wurden 1451 und 1454 abgeschlossen.
Am 8. Mai 1805 verfügte der Grosse Rat des Kantons St. Gallen die Aufhebung des Klosters. Seit 1824 ist die Stiftskirche Kathedrale des Bistums St. Gallen.

## Baudenkmale

### Stiftskirche

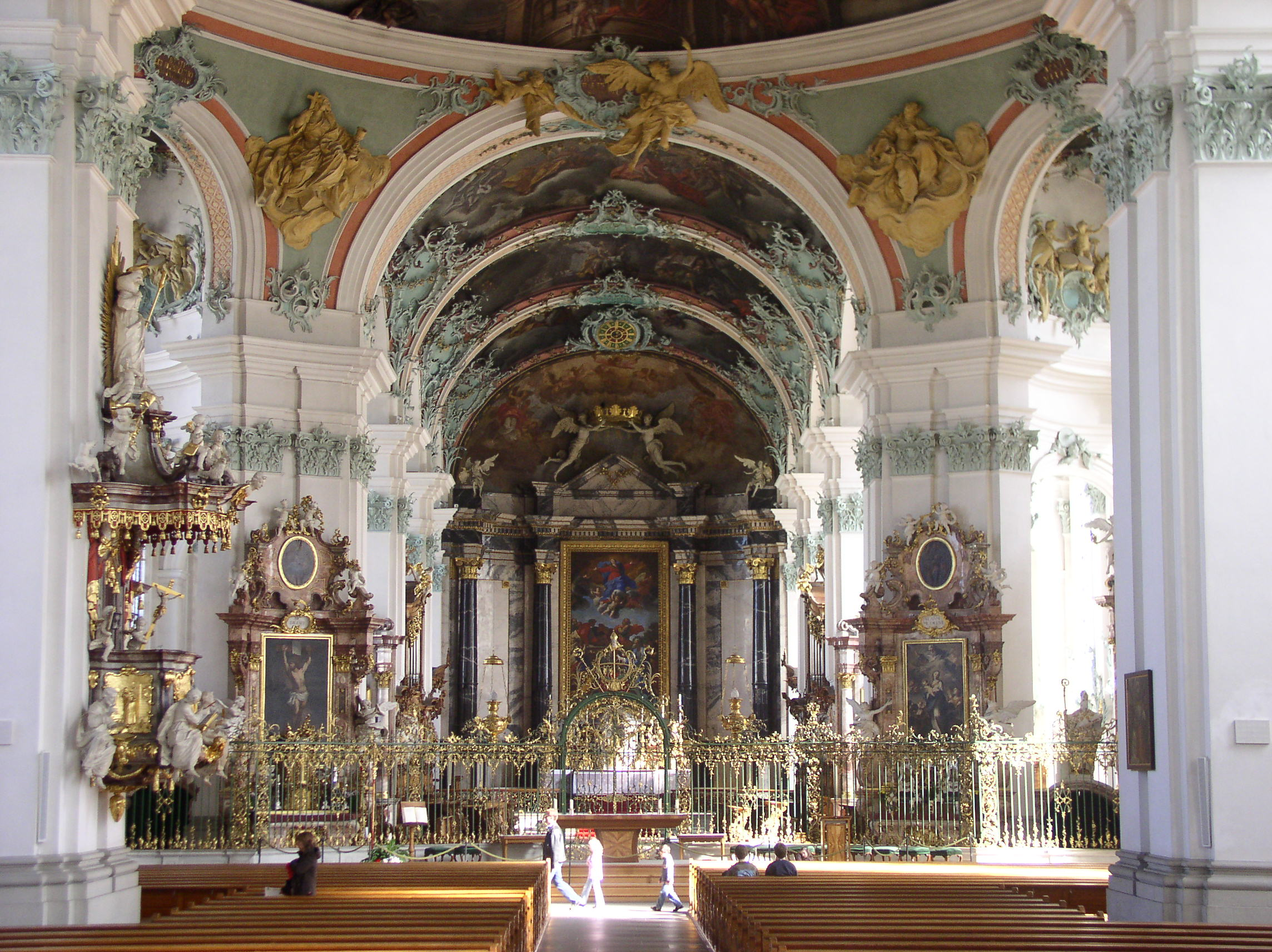
Inneres der Stiftskirche

Die Stiftskirche St. Gallus und Otmar – war seit ihrer Erbauung zwischen 1755 und 1766 bis 1805 die Kirche des Klosters St. Gallen.
Die Pläne zeichneten Gabriel Loser und Johann Caspar Bagnato. Peter Thumb errichtete zwischen 1755 und 1757 das Langhaus und die Rotunde. Johann Christian Wentzinger entwarf, plante und konzipierte die Innen- und Aussendekoration als Gesamtwerk, wobei er die meisten Arbeiten nicht persönlich ausführte. Am 15. November 1760 fand die Einsegnung statt, nachdem die Arbeiten am Kirchenschiff im Sommer 1760 so gut wie abgeschlossen waren. Ausführender Bauleiter wurde 1760 Johann Michael Beer und 1767 Johann Ferdinand Beer. Die Türme wurden 1766 als letzte Teile des Bauwerks vollendet. Sie sind auf die Pfalzgebäude ausgerichtet und 68 m hoch. Die Ostfassade zeigt im Giebelrelief Mariä Himmelfahrt und darunter die Statuen der Heiligen Desiderius und Mauritius.
Viktor Ferdinand Bossard entwarf die beiden Chororgeln, die 1768 und 1770 eingebaut wurden. Dreissig Jahre später erhielt die Kirche eine Westempore für die neue, grosse Hauptorgel. Franz und Josef Frosch aus München errichteten diese von 1811 bis 1815. Die «Frosch»-Orgel wurde von 1872 bis 1875 von Johann Nepomuk Kuhn völlig umgebaut. Orgelbau Kuhn konzipierte und baute 1968 die heutige Hauptorgel. Die letzte umfassende Renovation der Kirche wurde von 2000 bis 2003 vorgenommen.
Die Ostkrypta reicht im Grundbestand ins 9. und die Westkrypta ins 10. Jahrhundert zurück. In der Ostkrypta befindet sich nach der Überlieferung das Grab des Heiligen Gallus.

### Weitere Gebäude
- Neue Pfalz: Diese wurde als standesgemässe Residenz des Fürstabts von 1767 bis 1769 erbaut. Sie dient seit 1803 als Sitz der Kantonsregierung und des Parlaments. Der fürstäbtliche Thronsaal ist heute Kantonsratsaal. Seine Ausstattung im Stil des Historismus erhielt er 1881. ((Lage))
- Klostergebäude: Im 17. und 18. Jahrhundert wurde der südwestliche Flügel weitgehend neu aufgebaut. Der Saal und die Manuskripten-Kammer der Stiftsbibliothek (siehe unten) wurde im Stil des Rokoko von 1758 bis 1780 prachtvoll ausgestattet. Er zählt heute zu den repräsentativsten und schönsten Bibliotheksbauten der Welt. Im weiteren Verlauf befindet sich die Katholische Kantonsschule, heute Klosterschulhaus der «Flade» ((Lage))
- Hofflügel: Dieser wurde 1666/1667 in der heutigen Form neu erbaut. Er beherbergte die Gemächer des Abts und dient seit 1823 bzw. 1847 als bischöfliche Residenz. Die Hofkapelle und die darunterliegende Gallus-Kapelle im Erdgeschoss wurden 1671 geweiht. ((Lage))
- Nordflügel: Der letzte Teil der Anlage war geplant, konnte jedoch erst nach Aufhebung des Klosters von 1838 bis 1841 als kantonales Zeughaus erstellt werden. Er vollendet das barocke Konzept des Stiftsbezirk. Ein niedriger Nordanbau und der Innenausbau stammt aus dem Jahr 1979. Heute sind dort das Stifts- (siehe unten), das Staatsarchiv und das Kantonsgericht untergebracht. ((Lage))
- Schutzengelkapelle und katholisches Schulhaus: Die Kapelle wurde 1846 fertiggestellt ((Lage)), das ehemalige Schulgebäude ist sechs Jahre älter. ((Lage))
- Runder Turm: Der Turm, ein Teil der ehemaligen mittelalterlichen Stadtbefestigung, stammt aus dem Jahr 1518. ((Lage))
- Karlstor: Es wurde 1569/1570 als «Abtstor» erstellt. Zu seiner Ausstattung gehört ein bedeutendes Relief der Renaissance-Zeit. ((Lage))
- Rest der Schiedmauer: Diese wurde nach dem Rorschacher Vertrag von 1566 errichtet und umschloss den gesamten Bereich des Stifts. Die stadtseitig angebaute zweigeschossige Gebäudezeile (Zeughausgasse 2–14) gehört zum geschützten Bereich des Welterbes. ((Lage))
- Grosses Gartenhaus

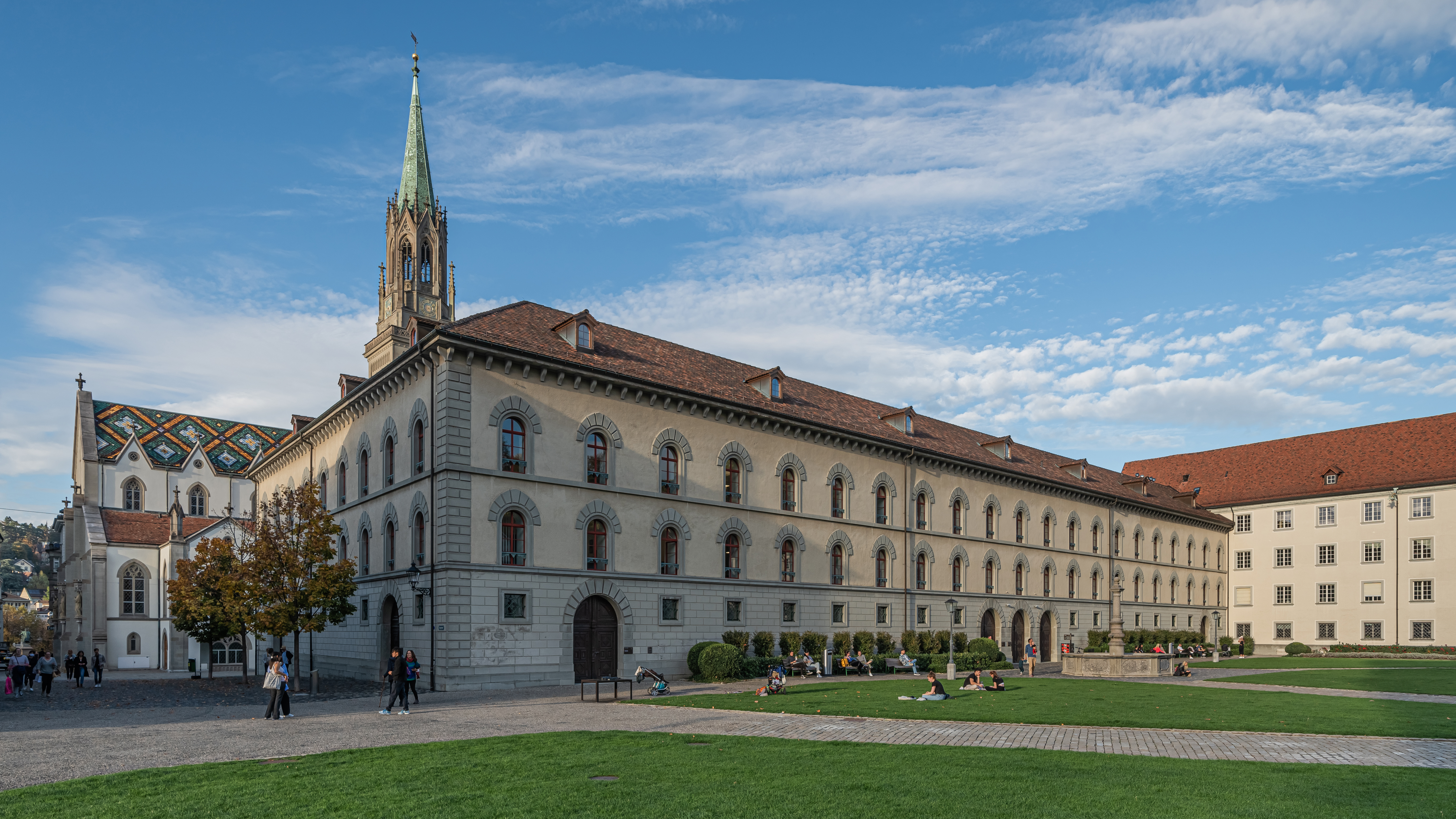
Nordflügel
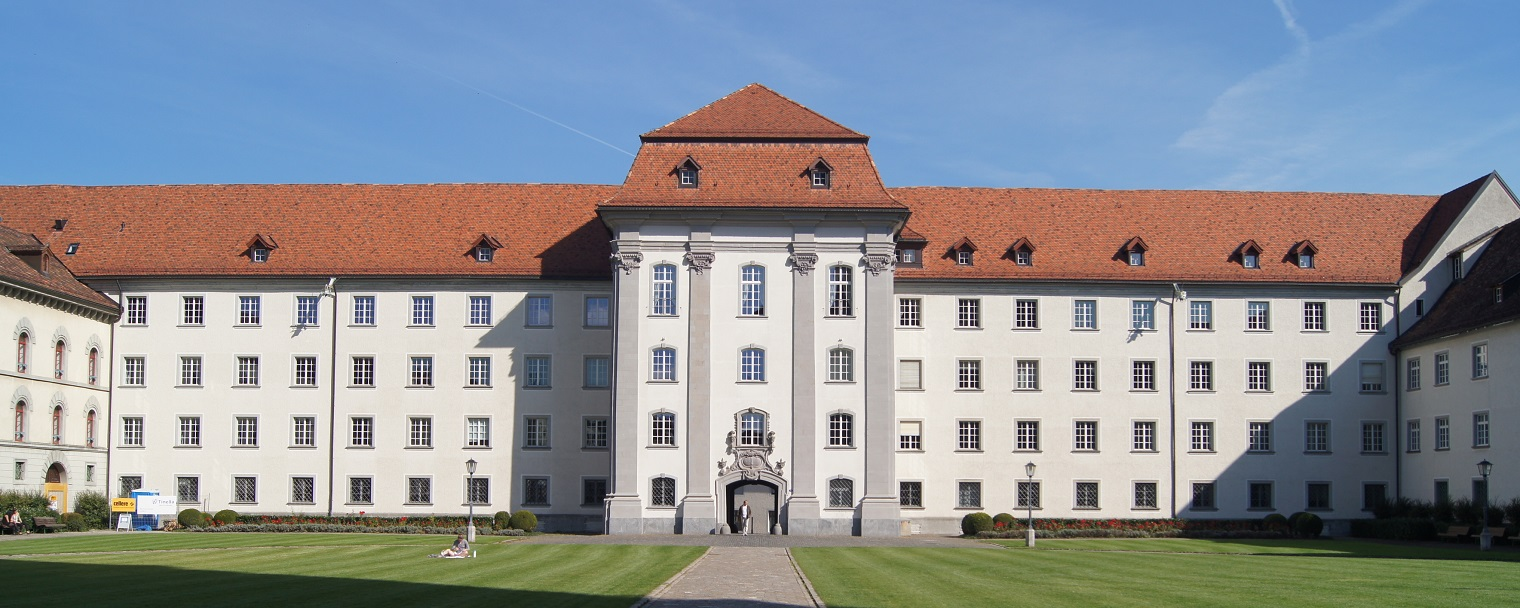
Neue Pfalz
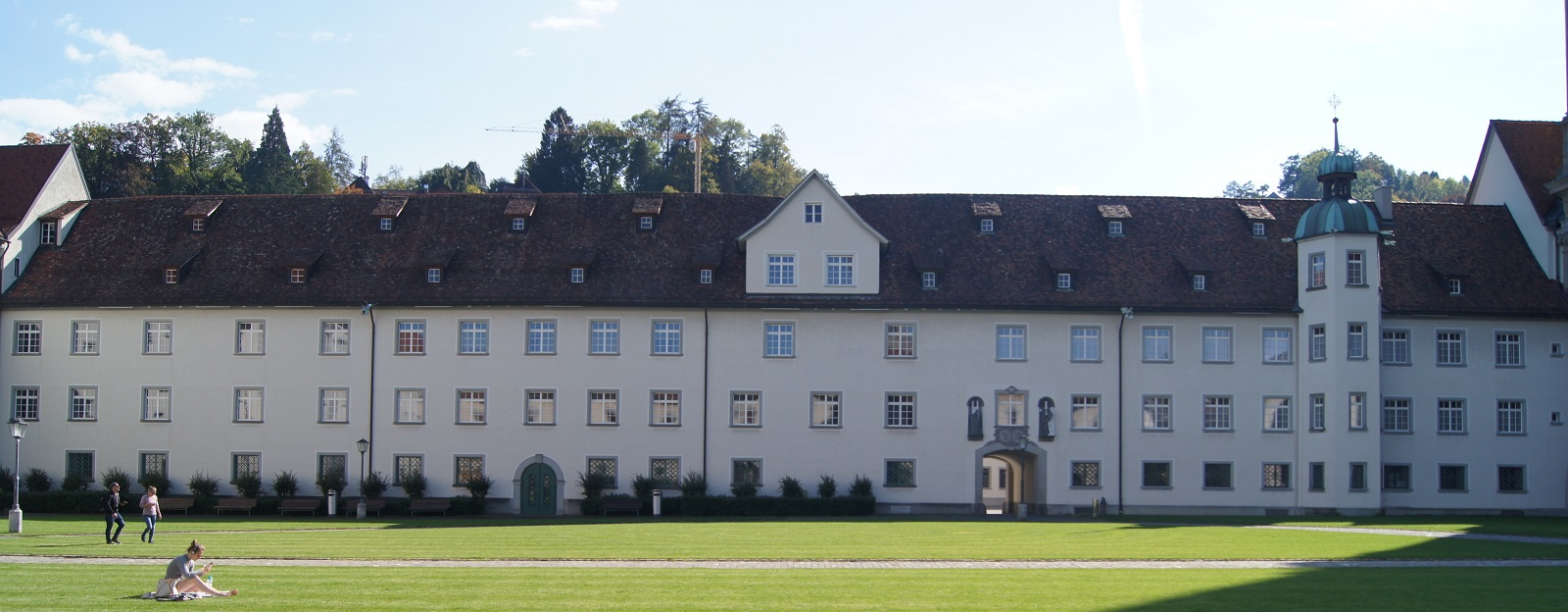
Hofflügel
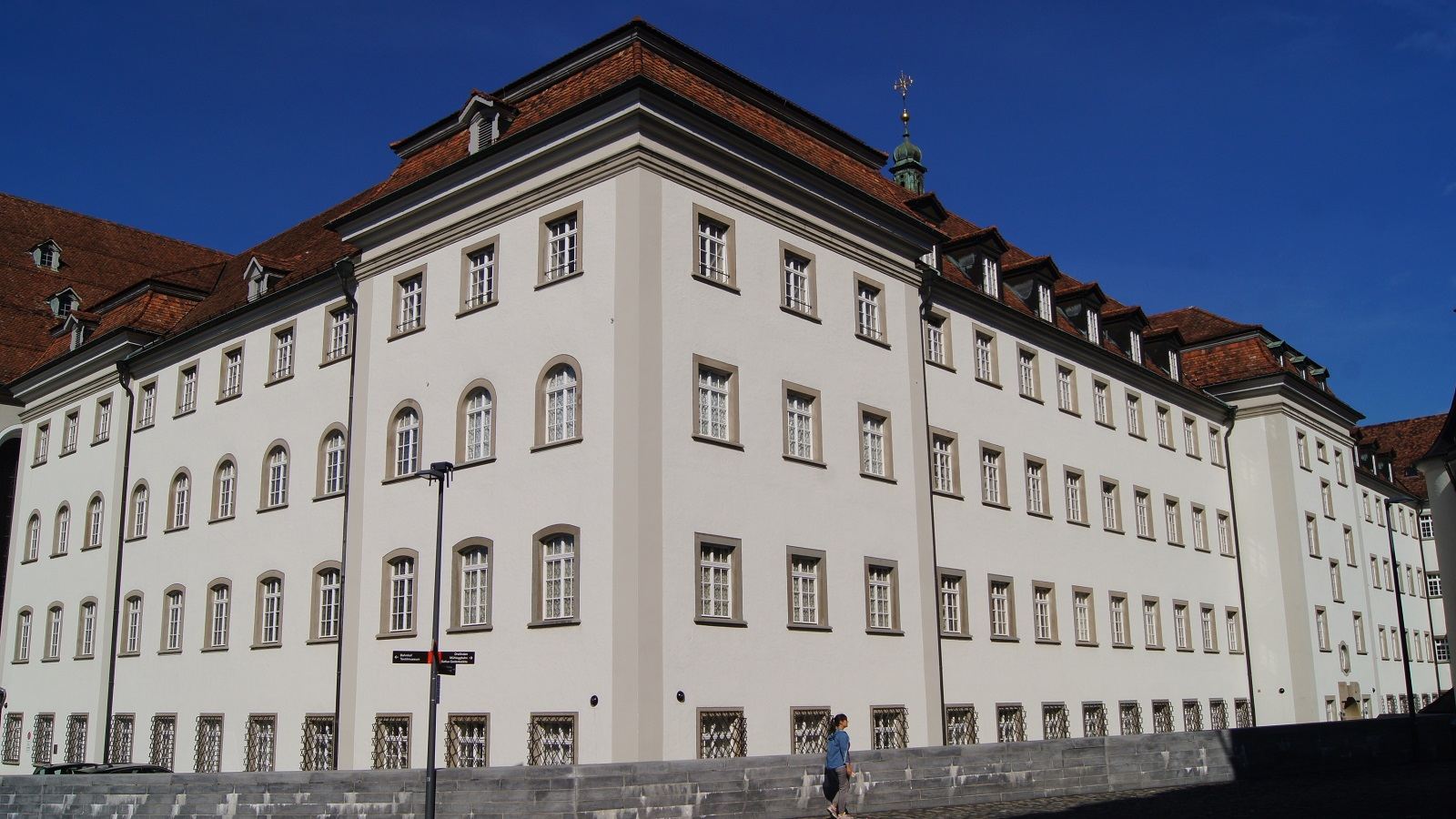
Flügel mit Stiftsbibliothek und Klosterschulhaus
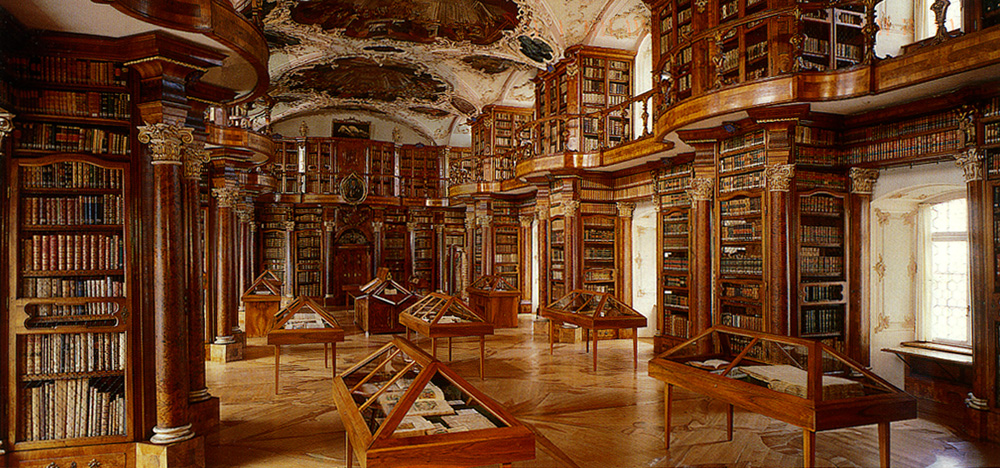
Stiftsbibliothek
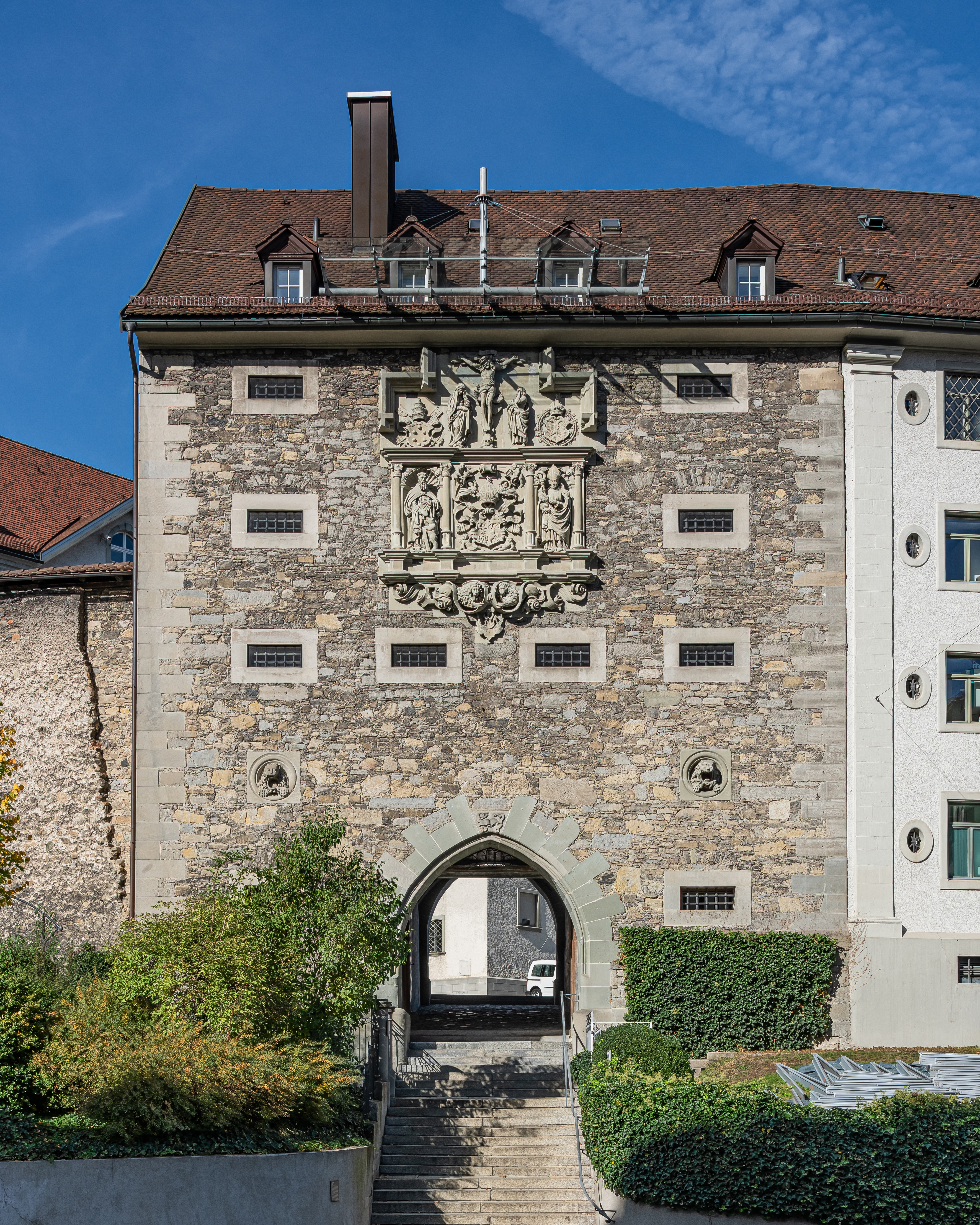
Karlstor von 1570
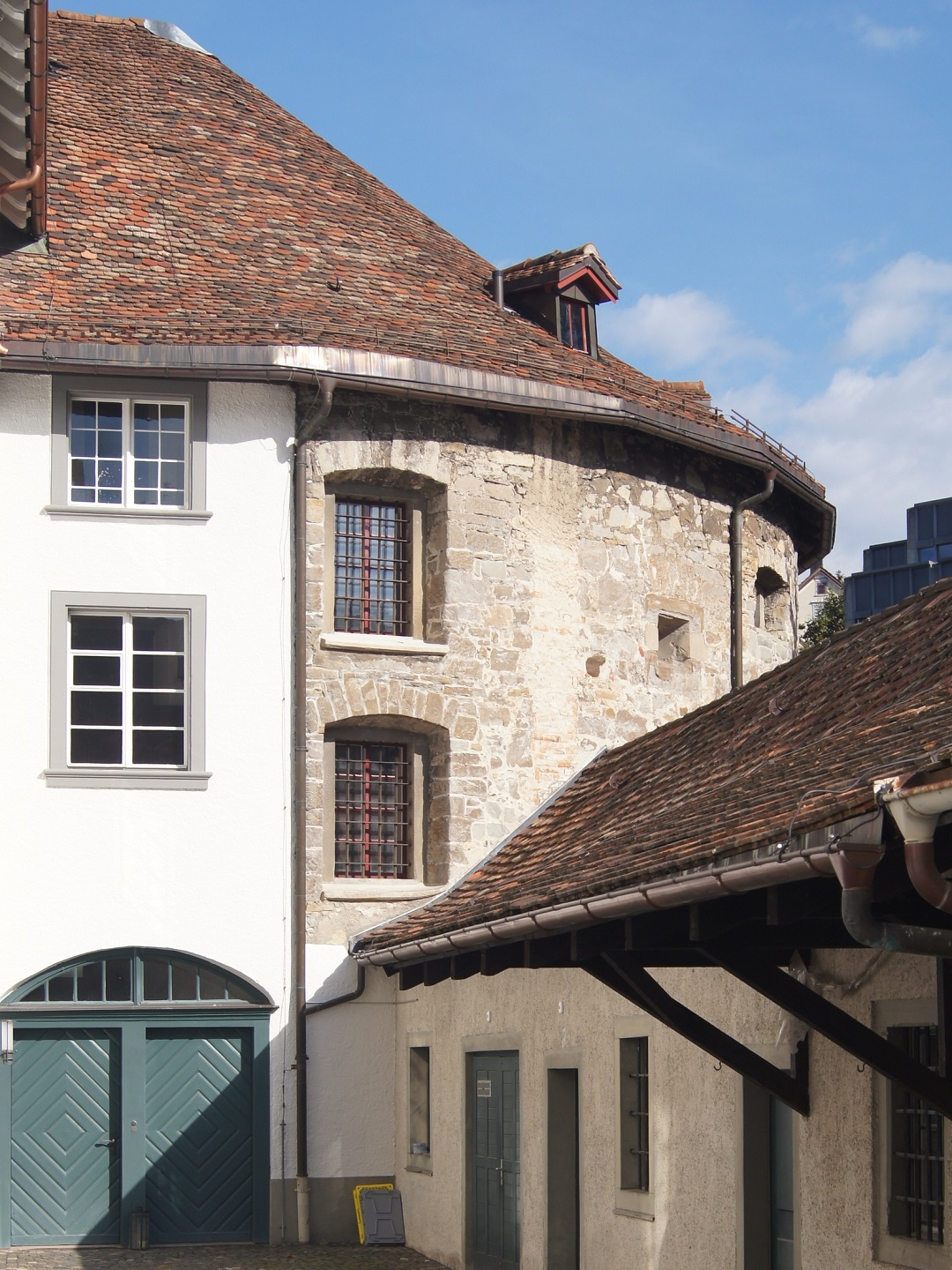
Runder Turm von 1518
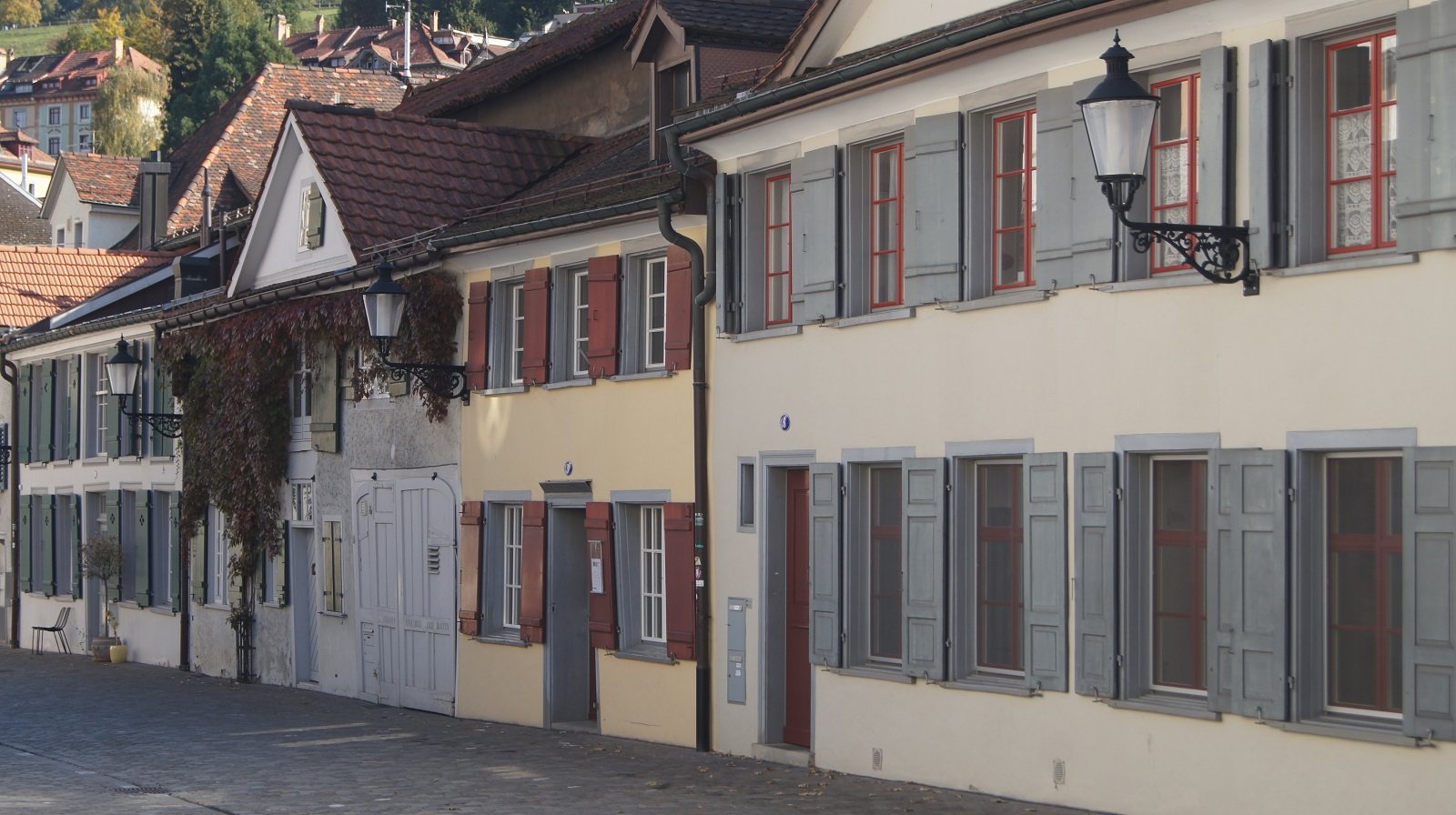
Zeughausgasse 4–10

## Mobile Kulturgüter
Die «mobilen» Kulturgüter von Stiftsbibliothek und im Stiftsarchiv und des Weltkulturerbes Stiftsbezirk sind integraler Bestandteil des Weltkulturerbes. Beide Institutionen besitzen eine seit dem 8. Jahrhundert währende Kontinuität.

### Stiftsbibliothek

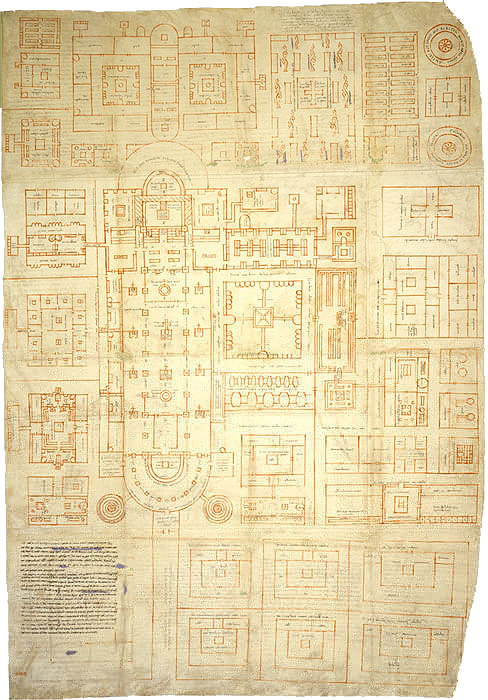
Der karolingische Klosterplan St. Gallens (um 819/830) ist die älteste überlieferte Architekturzeichnung Europas. (Cod. Sang. 1092)

Die Stiftsbibliothek St. Gallen ist die älteste Bibliothek der Schweiz. Ihr Herzstück ist das Korpus karolingisch-ottonischer Handschriften aus dem 8. bis 11. Jahrhundert: Zu ihnen gehören der einzigartige St. Galler Klosterplan und bedeutende Handschriften wie der Folchart-Psalter, der Goldene Psalter, das Evangelium Longum, irische Handschriften sowie der Abrogans vocabularius, der als ältestes Buch in deutscher Sprache gilt.
Ihre Bestände umfassen:
- Mehr als 2100 Handschriften von der Spätantike bis in die Gegenwart, darunter rund 400 aus dem Frühmittelalter bis 1100. Sie dokumentieren die Kontinuität von bibliothekarischer Sammeltätigkeit bis in die Gegenwart.
- 35 Handschriften aus dem Kloster St. Gallen, die sich seit 1712 in Zürich befanden und 2006 nach Beilegung des Kulturgüterstreits als Dauerleihgabe in die Stiftsbibliothek St. Gallen zurückkamen.
- Rund 900 Wiegendrucke, die die Entwicklung des Buchdrucks im 15. Jahrhundert dokumentieren.
- 850 St. Galler Klosterdrucke, die von 1633 bis 1805 in der Druckerei des Klosters gedruckt wurden.
- 3500 Bände aus dem 16., 5100 Bände aus dem 17. und 11000 Bände aus dem 18. Jahrhundert stellen den überlieferten Bestand der Klosterbibliothek dar.
- Grafiken, Pläne, Karten, Gemälde und Wappenscheiben.
- Sammlungen von Kuriositäten, ostindischer Objekte, Münzen etc. bis zur mehr als 2500 Jahre alten Mumie der Schepenese. Dazu gehört auch die Replik des berühmten St. Galler Globus im Landesmuseum Zürich.

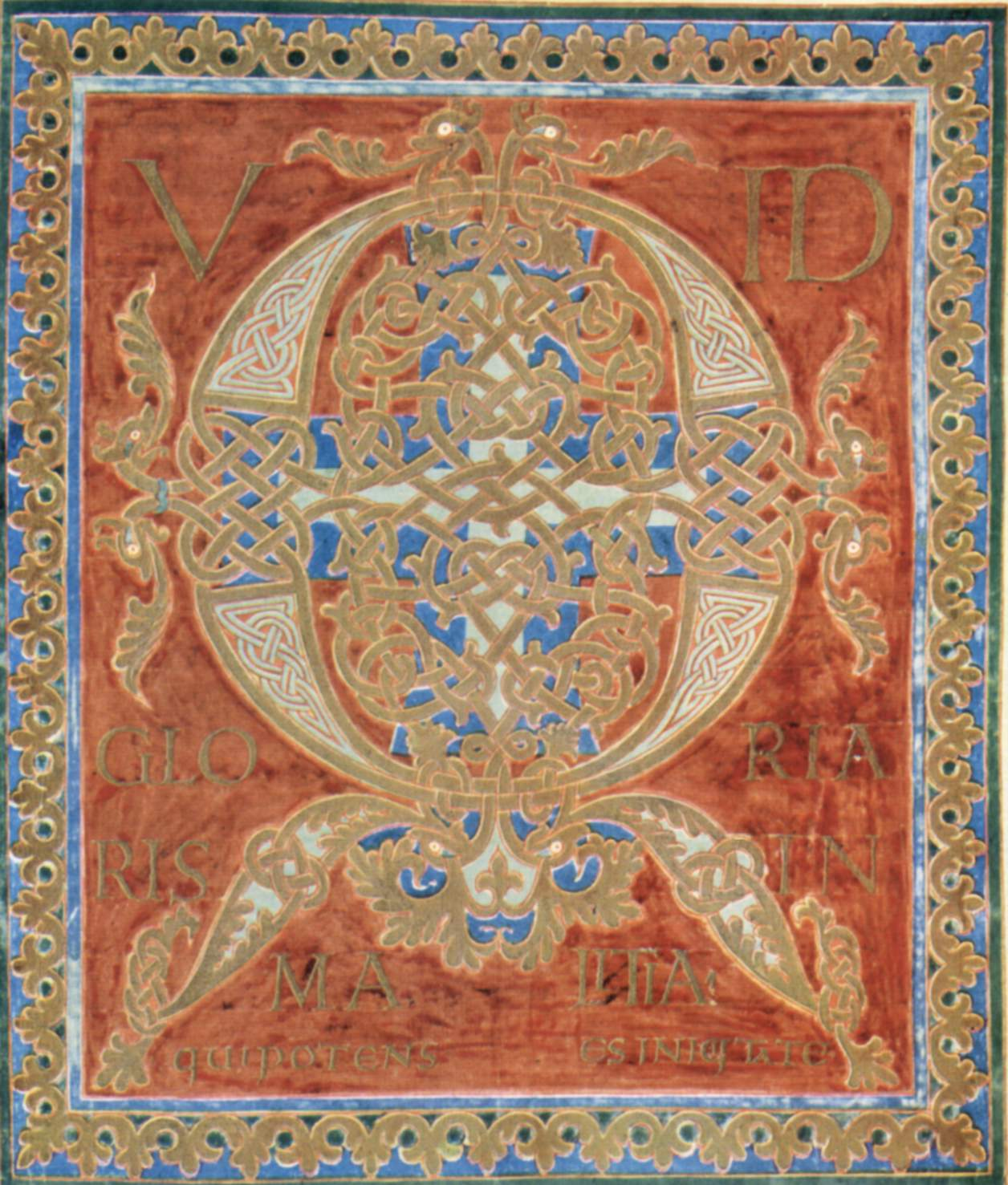
Folchart-Psalter
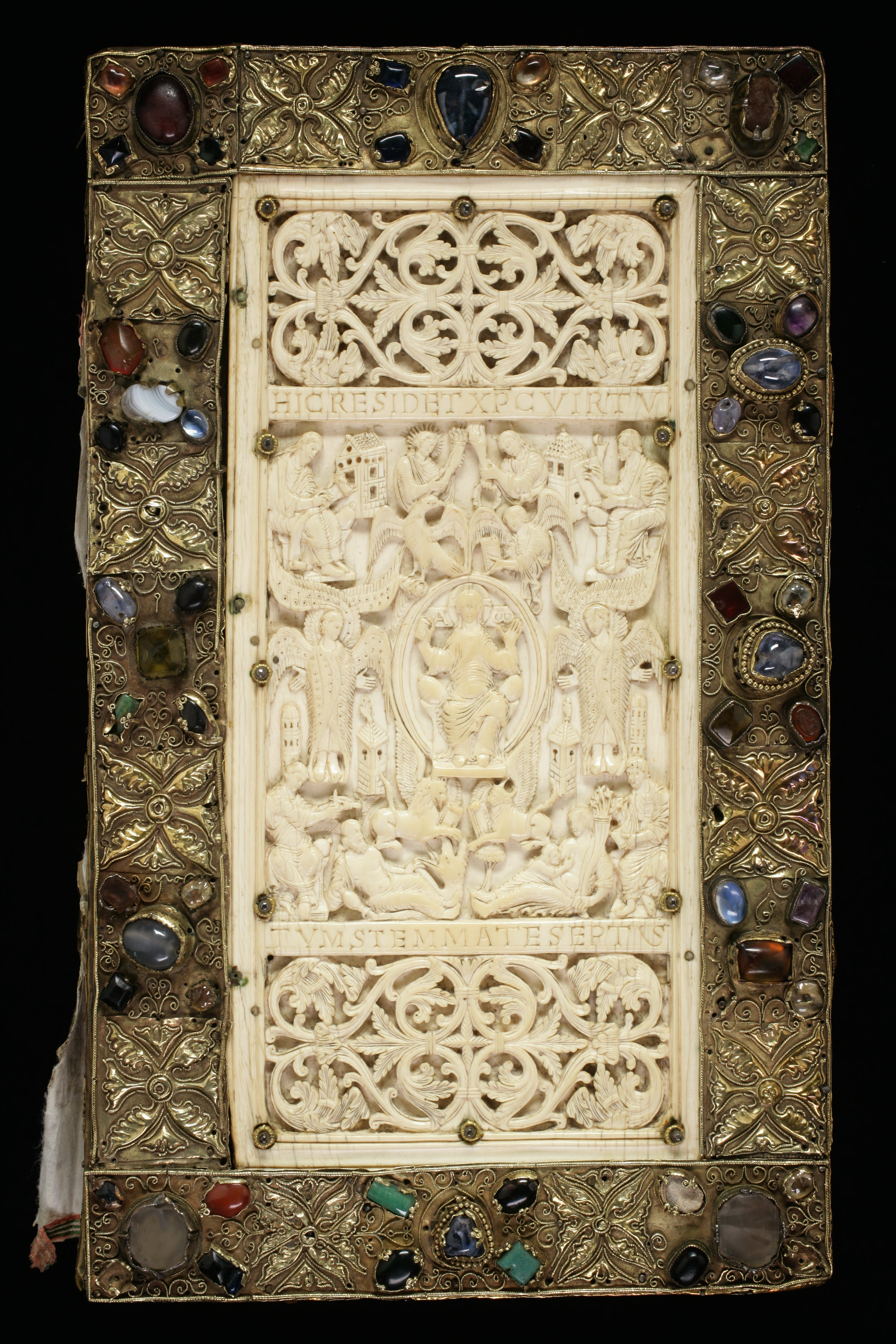
Evangelium Longum
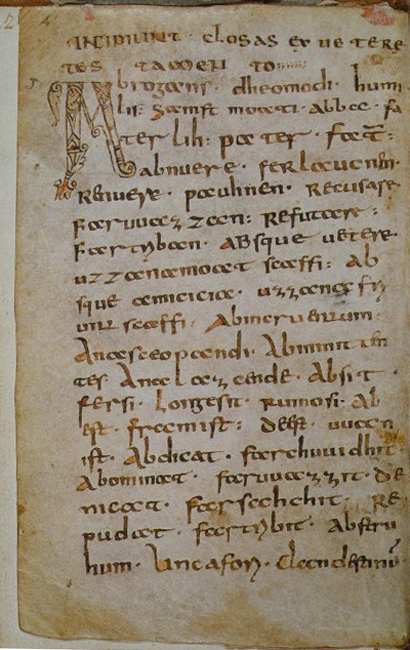
Abrogans
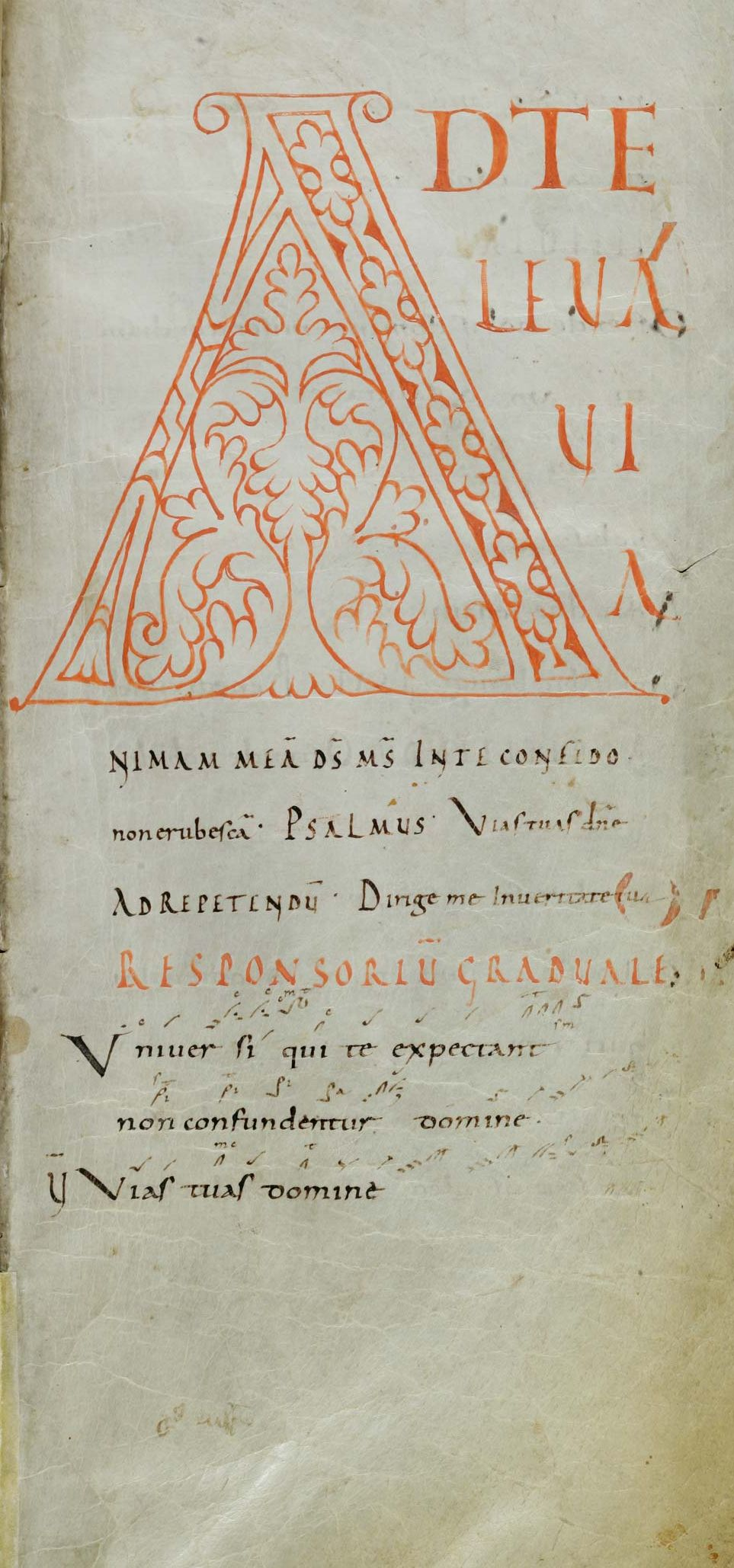
Cantatorium

### Stiftsarchiv

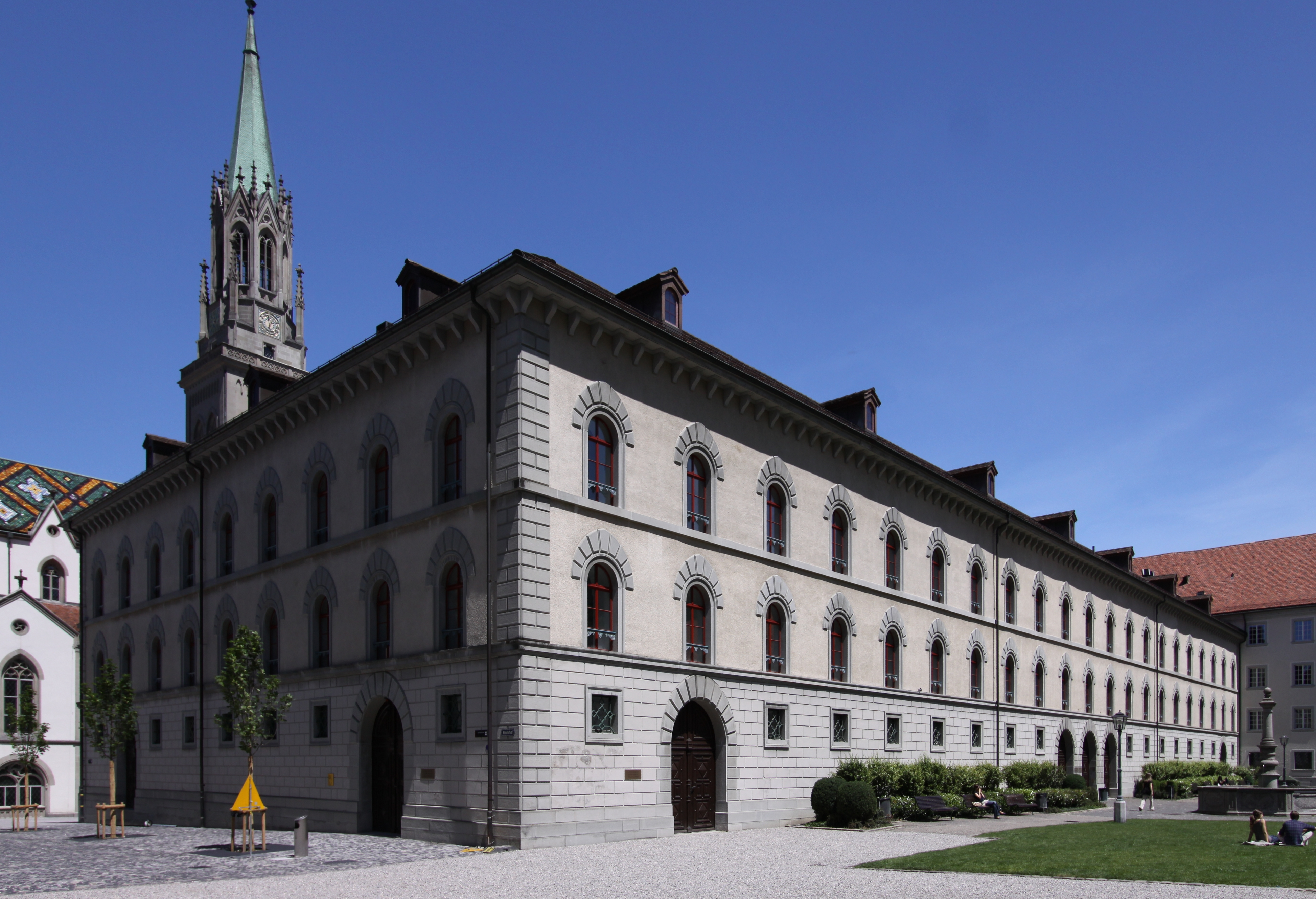
Nordflügel mit den Archiven

Das Stiftsarchiv umfasst die Rechtsdokumente und Verwaltungsakten der Fürstabtei von (etwa) 720 bis 1805. Es hatte bis zur Aufhebung des Klosters die Funktion eines Staatsarchivs. Die Archivalien umfassen rund 20000 Originalurkunden, über 2500 Handschriften, Karten und Pläne sowie eine Siegelstempelsammlung. Über 700 Traditionsurkunden (Schenkungsurkunden) auf  Pergament sowie fast 100 Diplome karolingischer und ottonische Herrscher stammen aus der Zeit vor dem Jahr 1000. Anhand der Vermerke auf den Urkunden kann eine 1200-jährige archivarische Tätigkeit nachgewiesen werden.
Der zweite Hauptbestand umfasst die Archivalien der 1838 aufgehobenen Benediktinerabtei Pfäfers samt ihrer Bibliothek, die noch weitere frühmittelalterliche Handschriften enthält. Zu den wichtigsten Codices gehören: Das Verbrüderungsbuch und das Professbuch aus dem 9. Jahrhundert; aus Pfäfers der karolingische «Liber Viventium» (Buch der Lebenden), der «Liber Aureus» (Goldenes Buch) sowie das reich illuminierte Kopialbuch «Vidimus Heider».